# TsNIIMash

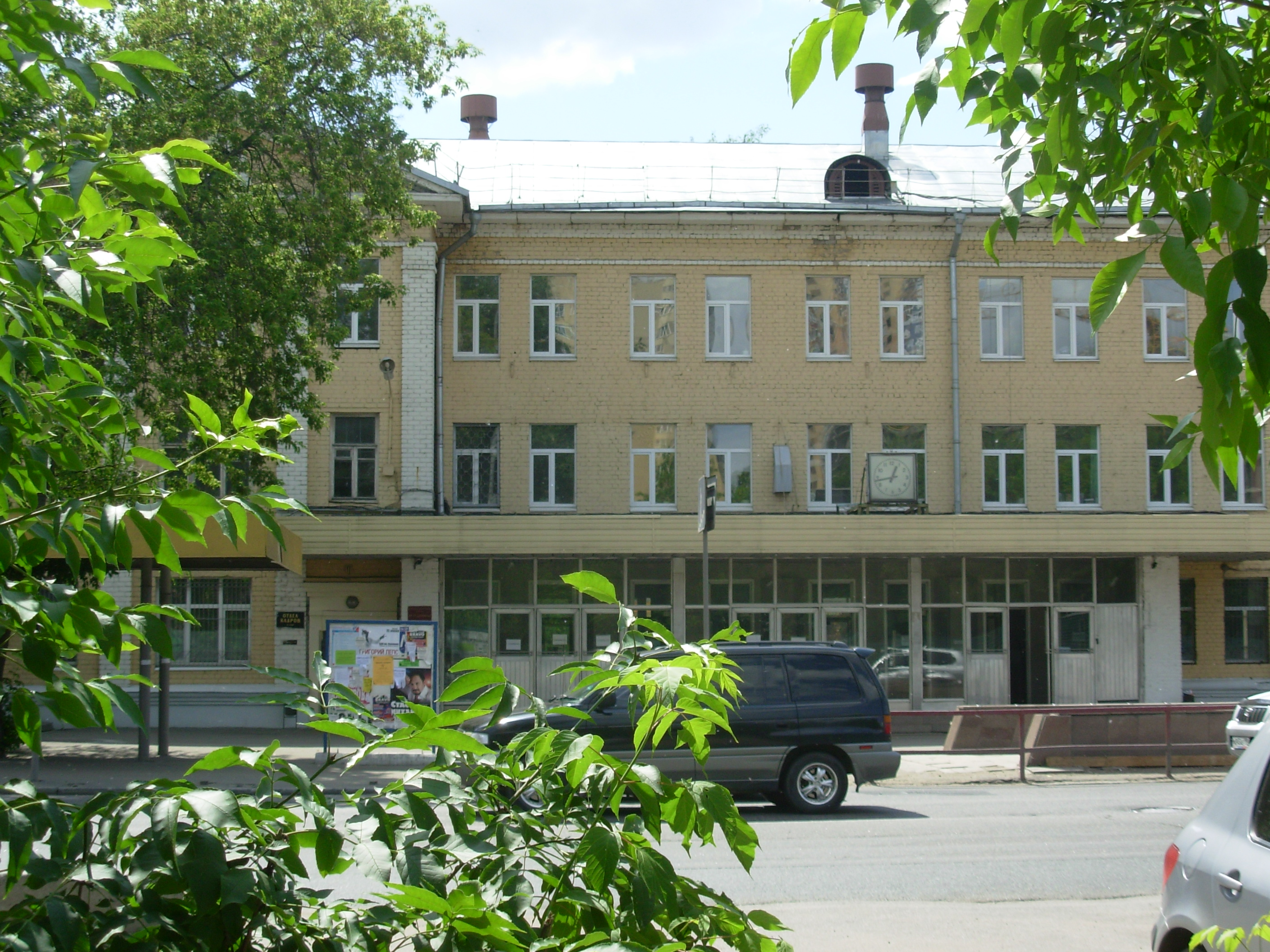
Lối vào NII-88 (TsNIIMash) trên phố Pioneer, năm 2011.

TsNIIMash (tiếng Nga: ЦНИИмаш) là công ty của Nga chuyên về nghiên cứu phát triển tên lửa và tàu vũ trụ. Viện thiết kế là trung tâm phân tích chính của Roskosmos về lĩnh vực vũ trụ, giải quyết các vấn đề trong phát triển hàng không vũ trụ của Nga: từ lên ý tưởng, tham gia phát triển tên lửa/tàu vũ trụ cho tới việc sản xuất, đồng thời cũng có vai trò trong các lĩnh vực công nghiệp khác. Viện được thành lập tử năm 1946.
TsNIIMash là viết tắt của cụm từ Central Research Institute of Machine Building (tiếng Nga: Центральный научно-исследовательский институт машиностроения).

## Lịch sử
Ban đầu viện có tên gọi NII-88 (Scientific-Research Institute No.88), thành lập ngày 13/5/1946 tại Kaliningrad, tỉnh Moskva (nay là Korolyov), đông bắc của Moskva.
Sau khi tới Đức để tiến hành phân tích tên lửa V-2 thu được của Đức quốc xã, Ustinov đã chỉ định Sergey Korolev làm thiết kế trưởng Ban 3 chuyên thiết kế tên lửa tầm xa, về sau là OKB-1. Từ năm 1956, OKB-1 được tách ra khỏi NII-88 và trở thành cục thiết kế độc lập.
Helmut Gröttrup là người đứng đầu của nhóm các nhà khoa học tên lửa người Đức làm việc cho chương trình tên lửa của Liên Xô, cũng làm việc tại cơ sở của NII-88 tại đảo Gorodomlya. Tại đây các nhà khoa học người Đức có nhiệm vụ giúp các nhà thiết kế Liên Xô chế tạo lại một phiên bản của tên lửa V-2, sau này được gọi là tên lửa đạn đạo R-1, sau khi hoàn tất công việc tất cả các nhà khoa học người Đức đã được trở về Đức.
Một nhà khoa học nổi tiếng khác cũng trong số này là Kurt Magnus.
Viện mang tên hiện tại kể từ năm 1967.

## Giám đốc
- 1946  - Kallistratov, Alexander D.
- 1946 - 1950  - Honor, Leo R.
- 1950 - 1952  - Rudnev, Konstantin
- 1952 - 1953  - Yangel, Mikhail Kuzmich
- 1953 - 1959  - Spiridonov, Alex S.
- 1959 - 1961  - Tyulin, Georgy
- 1961 - 1990  - Mozzhorin, Yuri Alexandrovich
- 1990 - 2000  - Utkin, Vladimir Fedorovich
- 2000 - 2008  - Anfimov Nicholas Apollonovich
- 2008 - 2013  - Raikunov, Gennady G.[4]
- 2013 - 2014  - Panichkin, Nikolai G.
- 2014 - 2015  - Milkovskii, Alexander G.[5]
- 2015 - 2018  - Gorshkov Oleg Anatolyevich
- 2018 - 2019  - Sevastyanov Nikolay Nikolaevich
- from 2019    - Koblov Sergey Vladimirovich[6]

## 2018espionagearrests
On ngày 21 tháng 7 năm 2018, FSB raided offices of TsNIIMash and Roscosmos Research and Analytical Center and arrested ten employees suspected of passing classified hypersonic Russian missile technologies to Western intelligence agencies. Arrested are accused of high treason.
A senior researcher Sergey Meshcheryakov suspected of treason was put under house arrest in July 2019.

## Hoả hoạn
Ngày 22/4/2022, một toà nhà của Viện đã xảy ra một vụ hoả hoạn lớn.